# Столкновение автобуса с масловозом в Ростовской области
Столкновение автобуса с масловозом — автомобильная катастрофа, случившаяся 24 июля 2009 года на автотрассе «Дон» в 35 километрах от Ростова-на-Дону вблизи села Самарское Ростовской области России.

## Катастрофа
24 июля 2009 года в 12:48 по московскому времени на 1107 километре федеральной автомобильной дороги М4 «Дон», около хутора Эльбузд Азовского района Ростовской области рейсовый автобус «Икарус» с 28 пассажирами, следовавший по маршруту Курганинск — Таганрог — Ростов-на-Дону, совершил лобовое столкновение с порожним масловозом «Мерседес-Бенц», выехавшим на встречную полосу движения.
Погодные условия в месте происшествия были благоприятными, участок автотрассы находился в хорошем состоянии и недавно был реконструирован. После реконструкции дорожные рабочие ещё не успели установить отбойники, разделяющие полосы встречного движения, что сделало возможным лобовое столкновение. Но причину, по которой масловоз внезапно выехал на встречную полосу прямо перед едущим навстречу ему автобусом, установить так и не удалось. Оба водителя погибли в момент столкновения.
Позади автобуса ехал легковой автомобиль «Шевроле Ланос», за рулём которого находился сорокачетырёхлетний ростовский предприниматель, ставший первым свидетелем автокатастрофы. По его словам, у «Икаруса» постоянно гудел и свистел задний мост, что раздражало, и он несколько раз пытался обогнать автобус, но всё время что-то мешало. Он же успел увидеть, как автоцистерна двигалась по самому краю встречной полосы, потом стала съезжать на неё, пересекая двойную сплошную. Автобус попытался уйти в сторону, но не успел.
В результате столкновения автобус был сильно смят; кабина грузовика была сплюснута и остались вмятины на цистерне. Обломки полностью перекрыли движение по федеральной трассе, в обоих направлениях образовались многокилометровые автомобильные пробки. Водитель «Шевроле» позвонил со своего мобильного телефона по номеру «112» в службу спасения, но там никто не взял трубку. Тогда он решил ехать по обочине, чтобы объехать пробку и поскорее добраться до ближайшего поста ГИБДД в селе Самарском. Дежурившие там патрульные ещё ничего не знали о случившемся. Они вызвали спасательные службы и сами направились к месту трагедии.
Масловоз «Мерседес» первоначально был бензовозом, но уже много лет использовался для перевозки подсолнечного масла, а не нефтепродуктов. Однако внешне он по-прежнему выглядел как бензовоз, и прибывшие спасатели, не знавшие, чем на самом деле была заполнена автоцистерна, опасались разлива топлива и возгорания. Поэтому два пожарных расчёта залили масловоз пеной из брандспойтов, и лишь после этого спасательная операция продолжилась. Для извлечения живых и тел погибших из останков автобуса спасателям пришлось разрезать его на части металлорежущими инструментами. На месте аварии работало 29 спасателей из нескольких спасательных служб и 24 бригады скорой медицинской помощи.

## Последствия
19 человек, в том числе двое детей и оба водителя, скончались на месте. Все десять выживших в этой автомобильной катастрофе были госпитализированы с тяжёлыми травмами позвоночника, грудной клетки и головы. Двое из них умерли по дороге в больницу.
Многие тела погибших было сложно идентифицировать из-за сильных повреждений; в дальнейшем погибшие были опознаны, но настоящие имена участников этого ДТП в открытых источниках не назывались. Анализ тел водителей показал, что они не употребляли алкоголь или наркотические вещества в день аварии.
25 июля 2009 года указом губернатора Ростовской области было объявлено днём траура по погибшим. Несмотря на траур, на стадионе «Олимп-2» в Ростове-на-Дону в этот день состоялся футбольный матч, но ростовские игроки вышли на поле с чёрными повязками на руках, и не было музыки и развлечений в перерыве между таймами. 27 июля стал днём траура в Краснодарском крае.
После завершения спасательных и следственных действий на месте аварии был срочно проведён завершающий этап реконструкции участка трассы и установлены отбойники, разделяющие полосы встречного движения и способные в некоторых случаях предотвратить выезд на встречную полосу. Министерство транспорта заявило, что автотрассы должны строиться таким образом, чтоб у водителей не было физической возможности выезжать на сторону встречного движения, и внесло предложение об обязательном использовании тахографов на всех автобусах и грузовых транспортных средствах, осуществляющих междугородние перевозки.

## Расследование
По факту аварии было возбуждено уголовное дело по части 3 статьи 264 УК РФ — «нарушение правил дорожного движения, повлекшее по неосторожности смерть двух и более лиц». Расследование этого дела взял под личный контроль министр внутренних дел России Рашид Нургалиев. Он же пообещал провести комплексную проверку ситуации на дорогах, призвал водителей быть аккуратными и не нарушать ПДД: «За последние годы мы предпринимаем усилия для того, чтобы на дорогах страны был порядок. И в целом, по сути дела, нам это удается. Однако единичные факты, неординарные, которые затрагивают жизнь человека, говорят о том, что на дорогах страны еще есть произвол и вакханалия». Президент России Дмитрий Медведев на заседании Совета безопасности России по поводу этой автокатастрофы заявил, что причиной столкновения автобуса и бензовоза стали «безобразного качества» дороги и «преступная разболтанность участников дорожного движения».
В ходе следствия рассматривались три основные версии: неисправность транспорта, человеческий фактор и нарушение правил дорожного движения. Уже в день аварии было высказано предположение, что её виновником был водитель грузового «Мерседеса». Спустя несколько дней были опубликованы результаты автотехнической экспертизы. Было однозначно установлено, что непосредственной причиной лобового столкновения было грубое нарушение правил дорожного движения — выезд масловоза на полосу встречного движения. Однако масловоз получил такие повреждения, что эксперты не смогли определить, могла ли быть его техническая неисправность причиной этого выезда. Данные о предыдущих технических осмотрах грузовика и ранее выявленных поломках также были исследованы, но и они не дали ответа на этот вопрос.
Основной версией стало нарушение правил дорожного движения водителем масловоза. Но это нарушение представлялось совершенно немотивированным: он никого не обгонял и не объезжал какое-либо препятствие, была прекрасная видимость и хорошее состояние дорожного покрытия. Совершение опытным водителем столь грубого и глупого нарушения ПДД выглядело крайне маловероятным. Знакомые водителя масловоза высказывали предположения, что у него могло прихватить сердце. Эксперты стали проверять предположение о плохом состоянии здоровья водителя масловоза. Была проведена гистологическая экспертиза его тела, и она показала, что погибший не имел проблем с сердцем. Осталось лишь предполагать, что водитель масловоза уснул за рулём. Но за два километра до места аварии грузовик проезжал стационарный пост ГИБДД, и то, что водитель мог так быстро уснуть, тоже представлялось маловероятным.
В итоге причина выезда масловоза на встречную полосу так и не была достоверно установлена. В декабре 2009 года уголовное дело было закрыто из-за смерти единственного обвиняемого — водителя масловоза.